# عبد اللطيف العبد
البروفيسور عبد اللطيف محمد عبد العزيز العبد، هو كاتبٌ مصري. وُلد بقرية شبرا النملة مركز طنطا، بجمهورية مصر العربية، في يوم الاثنين 26 ربيع الأول عام 1358 هجري، الموافق عام 1939 ميلادي. متزوج ولديه ابن وثلاث بنات.
توفي في يوم الأحد 25 أكتوبر 2009 الموافق 6 من ذي القعدة 1430 هـ، بمدينة القاهرة، ودفن بمدافن العائلة بقرية شبرا النملة، مركز طنطا، بمحافظة الغربية.

## الحالة العلمية
- ليسانس دار العلوم – جامعة القاهرة سنة 1964م.
- ماجستير في الفلسفة الإسلامية من دار العلوم سنة 1972م.
- دكتوراه في الفلسفة الإسلامية سنة 1975 م بمرتبة الشرف الأولى.[2]

## الحالة الوظيفية
- مدرس بقسم الفلسفة الإسلامية بكلية دار العلوم * جامعة القاهرة في 24/11/ 1976 م.
- أستاذ مساعد بقسم الفلسفة الإسلامية بكلية دار العلوم –جامعة القاهرة من 17/2/1982م.
- أستاذ بقسم الفلسفة الإسلامية بكلية دار العلوم جامعة القاهرة في 1 / 7 / 1987 م.
- رئيساً لمجلس قسم الفلسفة الإسلامية بكلية دار العلوم – جامعة القاهرة من 1/8/1996 م وحتى 28/10/1999 م.
- وكيلاً لشئون الدراسات العليا والبحوث بكلية دار العلوم – جامعة القاهرة، لمدة ثلاث سنوات، اعتباراً من: 28 / 10 / 1999 م، وحتى 27/10/2002.
- أستاذ متفرغ بقسم الفلسفة الإسلامية بكلية دار العلوم – جامعة القاهرة في 1 / 8 / 2004 م.[3]

## أنشطة خاصة
- عضو الجمعية الفلسفية المصرية، منذ عام 1976م.
- عضو باتحاد الكُتّاب بمصر، منذ عام 1976م.
- عضو اللجنة العلمية لترقية الأساتذة (لجنة الفلسفة)، منذ عام 1996م.
- عضو بلجنة الفكر الإسلامي والقضايا المعاصرة، بالمجلس الأعلى للشئون الإسلامية التابع لوزارة الأوقاف بمصر، منذ عام 1996م.
- عضو الجمعية المصرية للدراسات التاريخية، من عام 2004م.
- مقرر المؤتمر الدولي للفلسفة الإسلامية، التابع لقسم الفلسفة الإسلامية بكلية دار العلوم جامعة القاهرة لمدة ثلاث سنوات (1997، 1998، 1999م) وقدّم أبحاثاً في تلك المؤتمرات.
- وشارك في عدة مؤتمرات بمصر والخارج؛ ومن ضمنها المؤتمر الدولي الثامن لكلية الشريعة والدراسات الإسلامية بالكويت (في الفترة من 20-24 نوفمبر 1999م) وقدّم فيه بحثاً بعنوان: «دور الدعوة الإسلامية في عصر العولمة».
- اشتغل بالتدريس بجامعة الإمام محمد بن سعود الإسلامية بكليات الشريعة وأصول الدين واللغة العربية والدراسات الاجتماعية بأبها بالمملكة العربية السعودية من عام 1979م إلى 1983م. أستاذاً مساعداً ومشاركاً لمواد: الثقافة الإسلامية، والملل والنحل، والبحث والمصادر.
- اشتغل بالتدريس بجامعة الملك عبد العزيز آل سعود بكلية التربية في المدينة المنوّرة، مدة ست سنوات من عام 1988م إلى 1993م أستاذاً للثقافة الإسلامية.
- أستاذ زائر بكلية الدراسات العربية والإسلامية في دبيّ بالإمارات العربية المتحدة.
- انتدب للتدريس بكلية بنات جامعة عين شمس.
- انتدب لتدريس مادة «القضايا المعاصرة» بمركز الثقافة الإسلامي التابع لوزارة الأوقاف بمصر من عام 1996م، وقد كانت آخر محاضرة يلقيها قبل وفاته بثلاثة أيام بهذا المركز.
- قام بالإشراف على العديد من الرسائل العلمية، والمشاركة في لجان المناقشة لما يزيد على 100 رسالة علمية، ما بين رسائل للماجستير والدكتوراه.
- له مقالات عديدة في صحيفة الأهرام وغيرها وبعض المجلات في مصر وخارجها.
- شارك لمدة ست سنوات في برنامج «ندوة الكُتّاب» بالمدينة المنورة والذي يذاع من إذاعة «نداء الإسلام».
- شارك في حلقات كثيرة بإذاعة القرآن الكريم بالقاهرة من خلال برامج «ثقافة إسلامية للجميع»، «الأسرة والمجتمع»، «حديث الصباح» و«منهج القرآن في بناء المجتمع». وحلقات عديدة في البرنامج الثقافي من خلال برنامجي «مع النُقّاد» و«نظرات عصرية لقضايا تراثية».
- شارك في عدة حلقات تليفزيونية بالقاهرة مثل قنوات التلفزيون المصري وقناة «اقرأ»، وبرنامج «حكاية آية» بالقناة الفضائية المصرية الثانية، وغيرها.[4]

## من مؤلفات
- الإنسان في فكر إخوان الصفاء (رسالة ماجستير). 1976م مكتبة الأنجلو المصرية، بالقاهرة.
- أصول الفكر الفلسفي عند أبي بكر الرازي (رسالة دكتوراه).1977م مكتبة الأنجلو المصرية، بالقاهرة.
- التفكير المنطقي- ط2، 1399هـ=1978م. مكتبة دار النهضة العربية، بالقاهرة.
- دراسات في الفلسفة الإسلامية 1399هـ =1978م. مكتبة النهضة المصرية، بالقاهرة.
- الحدود في ثلاث رسائل، للفاكهي وإخوان الصفاء وابن سينا.(تقديم وإعداد)1399هـ=1979م. دار النهضة العربية بالقاهرة.
- تأملات في الفكر الإسلامي 1402هـ=1982م مكتبة النهضة المصرية.
- دراسات في فكر ابن تيمية 1402هـ=1982م مكتبة النهضة المصرية.
- ست رسائل من التراث العربي الإسلامي (تقديم وتحقيق) 1402هـ=1982م. مكتبة النهضة المصرية.
- الأخلاق في الإسلام 1406 هـ=1986م. مكتبة دار الثقافة العربية بالقاهرة.
- الفكر الفلسفي في الإسلام 1406 هـ=1986م. مكتبة دار الثقافة العربية بالقاهرة.
- إصلاح النفس: بين الرازي في الطب الروحاني، والكرماني في الأقوال الذهبية. (دراسة وتحقيق)- ط2 1406هـ=1986م. مكتبة دار الثقافة العربية بالقاهرة.
- التصوف في الإسلام وأهم الاعتراضات الواردة عليه، ط1، 1406هـ=1986م دار الثقافة العربية بالقاهرة.
- الفكر الفلسفي في ضوء الإسلام 1414 هـ=1994م دار الثقافة العربية بالقاهرة.
- أصول محبة الله عز وجل، مع الرد على كتاب السر الأعظم للدكتور مصطفى محمود. 1414 هـ=1994م دار الثقافة العربية بالقاهرة.
- فليعودوا إلى الصراط المستقيم 1414 هـ=1994م دار الثقافة العربية بالقاهرة.
- رد مزاعم المبطلين عن أصول الدين، الطبعة الأولى 1416 هـ = 1996م. دار الثقافة العربية بالقاهرة.
- قضايا من الفكر الإسلامي الحديث، الطبعة الأولى 1426هـ = 2005 م. دار الهاني للطباعة والنشر بالقاهرة.
- مواقف كلامية، الطبعة الأولى 1428هـ = 2007 م. دار الهاني للطباعة والنشر بالقاهرة.
- الأخلاق في الإسلام بين النظرية والتطبيق، الطبعة السابعة 1428هـ=2007م.دار الهاني للطباعة والنشر بالقاهرة.
- التصوف في الإسلام وأهم الاعتراضات الواردة عليه، الطبعة الخامسة 1429هـ=2008م. دار الهاني للطباعة والنشر بالقاهرة.[5]

## موسوعات شارك فيها كتابة
- موسوعة سفير.

موسوعات المجلس الأعلى للشئون الإسلامية:
- موسوعة المفاهيم الإسلامية العامة 1421 هـ،2000م.
- الموسوعة الإسلامية العامة 1422هـ،2001م.
- موسوعة أعلام الفكر الإسلامي 1425هـ=2004 م.
- موسوعة الحضارة الإسلامية 1426هـ،2005م.
- موسوعة الفرق والمذاهب في العالم الإسلامي 1428هـ،2007م.
- موسوعة التصوف الإسلامي 1429هـ،2008م.[6]

## مواد قام بتدريسها بقسم الفلسفة الإسلامية، بكلية دار العلوم في مرحلة الليسانس ومرحلة الدراسات العليا
- العقيدة.
- الأخلاق.
- الفلسفة العامة.
- المنطق ومناهج البحث وتحقيق النصوص.
- الفلسفة الإسلامية المشائية.
- علم الكلام والفرق الإسلامية.
- التصوف.
- الفكر الإسلامي الحديث.
- مقارنة الأديان.[7]